# Estallido de roca

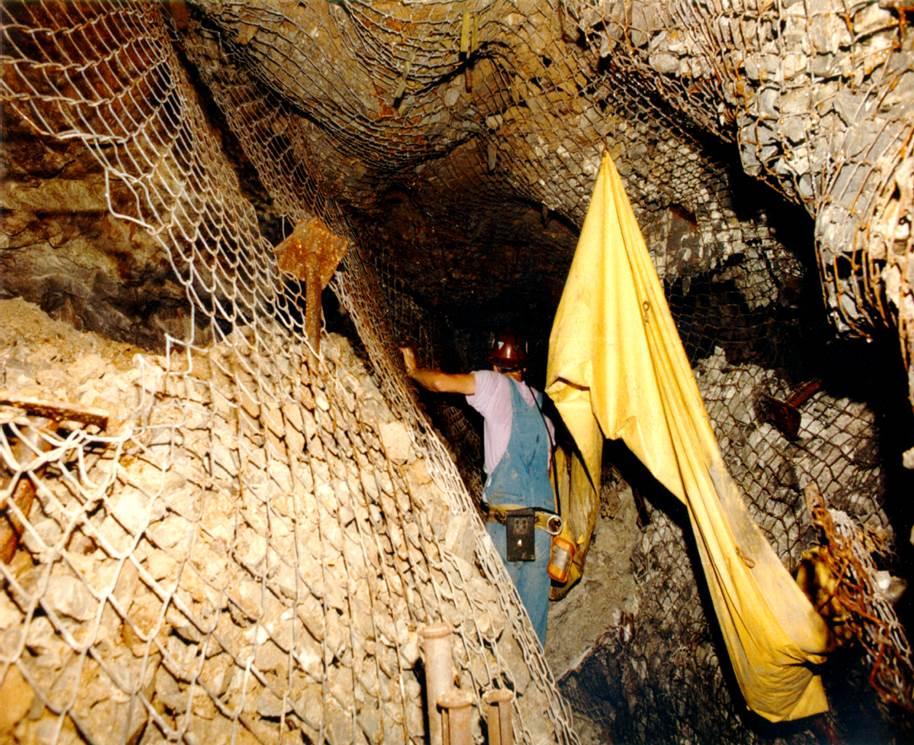
Daños por estallido de rocas en una mina subterránea en Estados Unidos

Un estallido de roca es una falla espontánea y violenta de la roca que puede ocurrir en minas sometidas a altas tensiones mecánicas. Si bien las minas pueden experimentar numerosos eventos sísmicos relacionados con la minería, solo los temblores asociados con daños a las labores mineras accesibles se clasifican como estallidos de roca. La apertura de las faenas mineras libera las rocas vecinas de una enorme presión, lo que puede provocar su remoción abrupta desencadenar movimientos explosivos en las estructuras geológicas cercanas. Los estallidos de roca representan un grave peligro para la seguridad minera. 

## Detalles
Los estallidos de rocas se producen por fracturación frágil de la roca, lo que provoca su colapso rápido con un violento astillado de la roca. Esta liberación de energía reduce la energía potencial de la roca alrededor de la excavación. Otra explicación es que los cambios provocados por la redistribución de tensiones en la mina desencadenan eventos sísmicos latentes, derivados de la energía de deformación producida por sus características geológicas.
La probabilidad de que se produzcan estallidos de rocas se incrementa mientras mayor sea la profundidad de la mina. Los estallidos de rocas también se ven afectados por el tamaño de la excavación (cuanto más grande, más riesgoso), volviéndose más probables si el tamaño de la excavación es de alrededor de 180 m y más. La sismicidad inducida, como los métodos de minería defectuosos, puede provocar estallidos de rocas. Otras causas de estallidos de rocas son la presencia de fallas, diques o diaclasas.

## Mitigación
Los enfoques para abordar los estallidos de rocas se pueden dividir en dos categorías: medidas tácticas, que se pueden adoptar localmente y con poca antelación en respuesta a un mayor nivel de peligro de estallido de rocas, y medidas estratégicas, que se deben integrar en el proceso de diseño de la mina y la planificación a largo plazo.

### Medidas tácticas
Se han empleado con éxito diversas medidas tácticas para reducir los riesgos de estallido de rocas. Entre ellas se incluyen:
1. Utilizar sistemas de soporte que absorban energía y se deforman sin romperse. Incluso cuando estos sistemas sufran daños, suelen limitar los desprendimientos de tierra y permitir el acceso donde otros sistemas fallan por completo.
2. El uso de tronaduras desestresadas puede reducir el riesgo de estallido de rocas, en particular en rocas frágiles sometidas a altas tensiones. Los barrenos desestresados pueden integrarse eficazmente en rondas convencionales. Sin embargo, la tronadura desestresada de grandes volúmenes puede ser más problemática.
3. Disminuir la velocidad de extracción a menudo reducirá la cantidad de sismicidad en relación con el tonelaje extraído y, de hecho, puede evitar estallidos en algunas condiciones.

### Medidas estratégicas
Las medidas estratégicas que se han utilizado con éxito para mitigar estallidos de roca incluyen:
1. La adopción de una secuencia de excavación adecuadamente planificada para todo el yacimiento de mineral y seguirla lo más de cerca posible.
2. Evitar la fusión de grandes excavaciones en profundidad.
3. Los pilares o volúmenes de roca entre excavaciones deben eliminarse o reducirse al mínimo.
4. Las vetas paralelas se deben tapar una a una, comenzando primero la veta del muro colgante (primero la veta del muro inferior si la minería es subterránea).
5. Donde las vetas se ramifican, se debe comenzar a realizar el corte en la intersección y luego progresar alejándose de la intersección una rama a la vez.
6. Siempre que sea posible, las paradas deben realizarse alejándose de una falla u otro plano de debilidad.
7. Las áreas minadas deben rellenarse, y el relleno debe realizarse simultáneamente con la extracción y mantenerse lo más cerca posible del frente.